# Les Mujouls
Les Mujouls ist eine französische Gemeinde im Département Alpes-Maritimes in der Region Provence-Alpes-Côte d’Azur. Sie gehört zum Arrondissement Grasse und zum Kanton Grasse-1. Die Bewohner nennen sich Mujoulois.

## Lage
Die Gemeinde liegt im Regionalen Naturpark Préalpes d’Azur.
Die angrenzenden Gemeinden sind Collongues im Norden, Sallagriffon im Osten, Le Mas im Süden, Gars im Westen und Amirat im Nordwesten.

## Bevölkerungsentwicklung
| Jahr      | 1962 | 1968 | 1975 | 1982 | 1990 | 1999 | 2008 | 2014 |
| --------- | ---- | ---- | ---- | ---- | ---- | ---- | ---- | ---- |
| Einwohner | 18   | 25   | 25   | 27   | 27   | 30   | 54   | 45   |

## Sehenswürdigkeiten
Siehe: Liste der Monuments historiques in Les Mujouls